# Ctenitis anniesii
Ctenitis anniesii är en träjonväxtart som först beskrevs av Eduard Rosenstock, och fick sitt nu gällande namn av Edwin Bingham Copeland. Ctenitis anniesii ingår i släktet Ctenitis och familjen Dryopteridaceae. Inga underarter finns listade.